# Cazonci
Cazonci o irecha es el término utilizado en la cultura purépecha para denominar a sus gobernantes. El término también es usado en su traducción al náhuatl, Caltzontzin, para referirse a los gobernantes purépechas. La cultura purépecha se desarrolló en el estado mexicano de Michoacán, alcanzando su esplendor durante los siglos XV y XVI.
El cazonci ejercía la máxima autoridad económica, jurídica y religiosa, su posición era privilegiada debido a que se le consideraba representante de los dioses. Podía asignar parcialidades de los territorios de su dominio, de la forma que él considerara oportuna. Para ayudar a su gobernación designaba a los jefes locales de cada pueblo. El cazonci heredaba regularmente su posición a sus descendientes en línea directa, o a familiares muy cercanos.
Uno de los irechas más famosos del pueblo purepecha fue Tariácuri, promotor de la unión entre los pueblos michoacanos en el periodo posclásico. Hacia 1450 d. C. se establecieron tres capitales que unificaron a los purépechas en las proximidades del lago, los cuales fueron: Tzintzuntzan, Pátzcuaro e Ihuatzio. En cada una de ellas se colocó a un irecha como auxiliar de Tariácuri.